# Neophema pulchella
El periquito turquesa (Neophema pulchella) es una especie de ave psitaciforme de la familia Psittaculidae endémica del sureste de Australia.
Se alimenta de pequeñas semillas, yemas y hojas en pequeñas bandadas silenciosas en los herbazales que bordean bosques secos. Cuando se alarma vuela a los árboles o arbustos. Su vuelo es veloz pero errático, con suaves reclamos de dos notas silbantes.

## Descripción

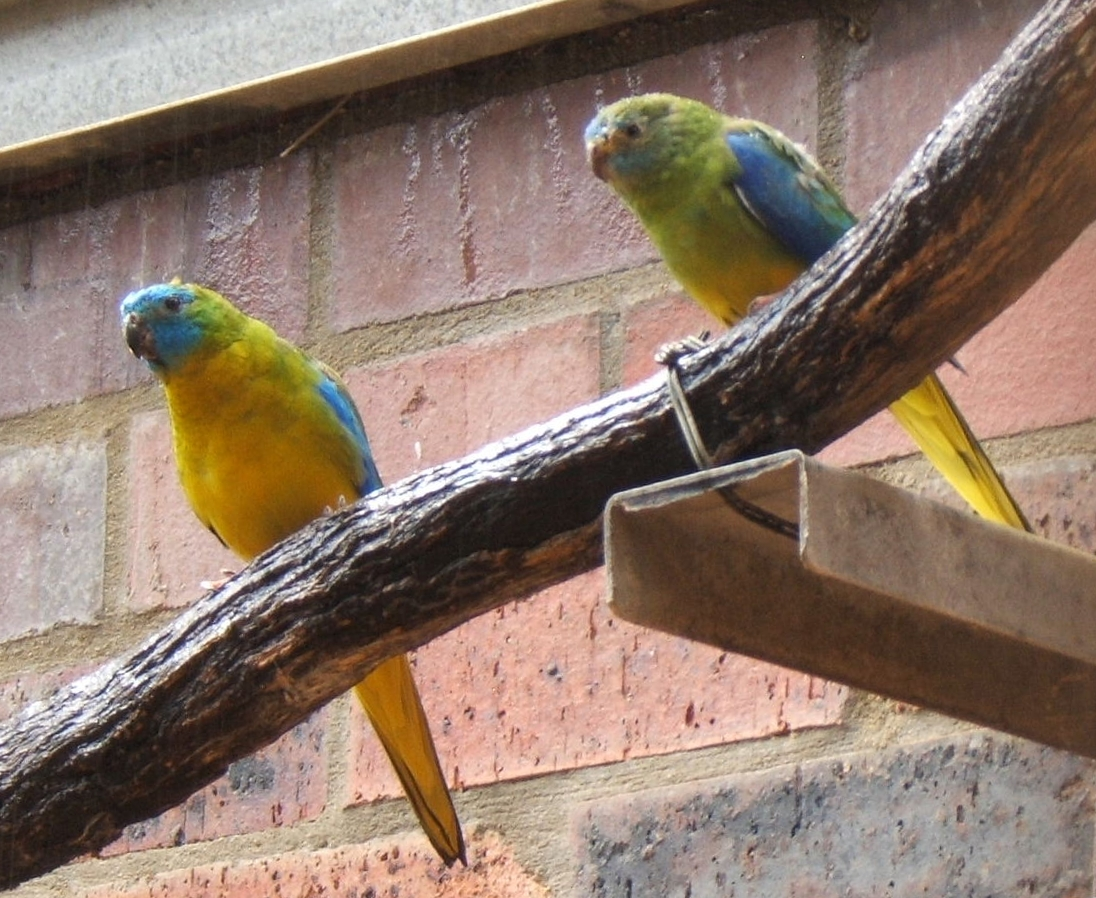
Macho (izquierda) y hembra (derecha).

El periquito turquesa es de figura esbelta. Mide entre 20 22 cm, incluida su larga cola, tiene una envergadura alar de unos 32 cm y pesa alrededor de 40 g. Ambos sexos son tienen en plumaje de las partes superiores predominantemente verde y amarillo el de las inferiores. El macho tiene la cabeza de color azul turquesa intenso, de tonos más oscuros en el píleo y más claro en el lorum, mejillas y coberteras auriculares. Su cuello y partes superiores son de color verde hierba y su cola es verde con los bordes amarillos. Sus plumas de vuelo son azules con los bordes de las alas que quedan a la vista cuando están plegadas más oscuros y una banda roja en los hombros. Sus partes inferiores son de color amarillo intenso, ligeramente verdoso en el cuello y pecho. Algunos machos tienen una mancha naranja en el vientre, y se puede extender hasta el pecho. La parte inferior de sus alas es negra con una lista azul oscuro en la parte inferior. Su mandíbula superior es negra y puede difuminarse hacia el gres en la base o no, mientras que su mandíbula inferior de tonos crema con la comisura gris. Su cera y anillo periocular son grises y el iris de sus ojos pardo. Sus patas son de color gris.
Las hembras son de tonos más apagados y claros, con la cabeza más clara y uniforme, en contraste con su anillo periocular crema. Carecen de la lista roja de los hombros y la mancha azul de su hombro es más oscura y menos llamativa. La garganta y el pecho de la hembra es de color verde claro y su vientre amarillo. Su mandíbula superior de grisácea con la punta oscura, y se ha registrado de color negro en época de anidamiento. Su mandíbula inferior es de color gris claro casi blanco. En la parte inferior de sus alas tiene una ancha lista blanca, visible en vuelo.
Los juveniles de ambos sexos son de tonos azules menos intensos en el rostro, y esta coloración no se extiende por detrás de los ojos. Sus partes superiores son similares a las de las hembras. Ambos sexos tienen la lista blanca bajo el ala, que desaparece con la madurez en el caso de los machos. Los machos inmaduros tienen una mancha roja en las alas y también pueden tener un rastro anaranjado en el vientre. Al nacer los polluelos tienen la piel rosada y tienen un plumón escaso de color blanco o blanquecino, además presentan anillo periocular gris azulado. Sus ojos se abren a los siete días y se cubren de plumón gris a los siete u ocho días.

## Distribución y hábitat

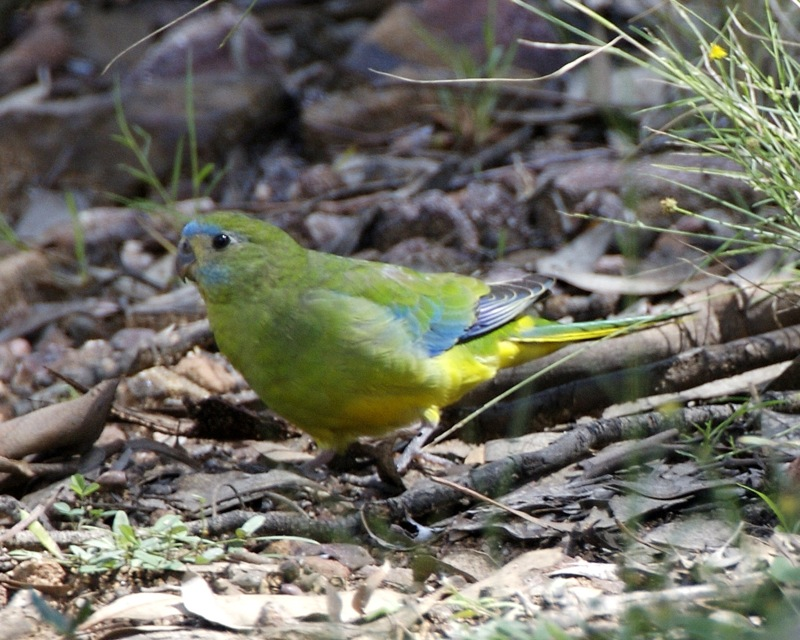
Hembra.

Endémico de Australia, habita desde el noreste de Victoria hasta el sureste de Queensland.
Vive en pequeños grupos o parejas en zonas boscosas de eucaliptos y bosques abiertos con prados boscosos.
En cautividad es criado en Europa con bastante éxito e incluso se han fijado varias mutaciones de los mismos. Como a todas las especies del género Neophema, le gusta bajar al suelo a comer y su dieta en cautividad se basa en alpiste y mijo, con una cantidad moderada de pipas, fruta variada, y también le gustan las verduras como las espinacas, etc.
No se trata de un ave que todo el mundo pueda conseguir que tenga crías. Si se consiguiera que una pareja se reprodujese, la hembra pondría de 4 a 5 huevos y a los 18 días comenzarían a nacer los polluelos, que abandonarían el nido al mes de vida. Su principalmente ventaja es que son muy buenos criadores y son monógamos, por lo que están con la misma pareja toda la vida. Por lo que se les podría utilizar como nodrizas para otras crías.

## Conservación
La UICN lo considera como "No Amenazado". Aunque a principios de siglo se creía extinguido se ha recuperado en algunas zonas, básicamente gracias al abandono del pastoreo.[cita requerida]